# Мадонна Бенуа
«Мадонна Бенуа», або «Мадонна з квітами» — картина італійського художника Леонардо да Вінчі.

## Історія
Леонардо започаткував в жовтні 1478 року. Вважається, що картина є незавершеною. Ймовірно, що вона була першою роботою, написаною Леонардо незалежно від його майстра Андреа дель Верроккіо. У Британському музеї зберігається два попередні ескізи цього твору.
Протягом століть картина вважалася втраченою. У 1909 році архітектор Леон Бенуа сенсаційно виставив її в Санкт-Петербурзі як частину колекції свого тестя. Картину, очевидно, привіз з Італії до Росії колекціонер Олексій Корсаков у 1790-х роках. Після смерті Корсакова його син продав її астраханському купцеві Сапожнікову за 1400 рублів і так передав у спадок родині Бенуа в 1880 році. Після багатьох суперечок щодо атрибуції Леон Бенуа продав картину в Імператорському музею Ермітаж в 1914 році. Купівлю здійснив Ернст Фрідріх фон Ліпгарт, який був куратором відділу картин і правильно визначив художника.